# Łukasz Szelecki
Łukasz Szelecki (ur. 3 maja 1983 w Częstochowie) – polski dziennikarz, prawnik i politolog, prezenter telewizyjny i radiowy. Ekspert ds. public affair i lobbingu

## Życiorys
Absolwent IX Liceum Ogólnokształcącego im. C.K. Norwida w Częstochowie oraz nauk politycznych i prawa na Uniwersytecie Warszawskim. Na Wydziale Dziennikarstwa i Nauk Politycznych UW uzyskał stopień doktora w dziedzinie nauk społecznych – dyscyplinie nauk o polityce.
Karierę dziennikarską rozpoczął w radiu TOK FM – początkowo w redakcji sportowej, a następnie w dziale politycznym. Został korespondentem parlamentarnym i prezydenckim rozgłośni. Od lipca 2008 r. związany z telewizją Polsat News. Wraz z operatorem obrazu Pawłem Wudarczykiem zrealizował reportaż dotyczący rzezi wołyńskiej pt. "Pola malowane krwią".
W Polsat News był reporterem programu „To był dzień”, prowadził program „Co do minuty”, realizował materiały dla „Wydarzeń” Polsatu. Jako dziennikarz Polsat News zagrał gościnnie w serialu "Szpilki na Giewoncie".
Od stycznia 2014 r. do listopada 2015 r. rzecznik prasowy Ministerstwa Nauki i Szkolnictwa Wyższego, a także szef gabinetu politycznego ministra nauki i szkolnictwa wyższego, gdy resortem kierowała prof. Lena Kolarska-Bobińska. Następnie był prowadzącym programy oraz szefem wydawców i reporterów wideo w Onet, a także programów wideo Ringier Axel Springer Polska. Prowadził „Wieczór wyborczy Onetu, Newsweeka i Fakt24". Wykładał na kierunkach dziennikarstwo i socjologia w Collegium Civitas; wykładowca Wydziału Nauk Politycznych i Studiów Międzynarodowych Uniwersytetu Warszawskiego.